# Kamov Ka-25

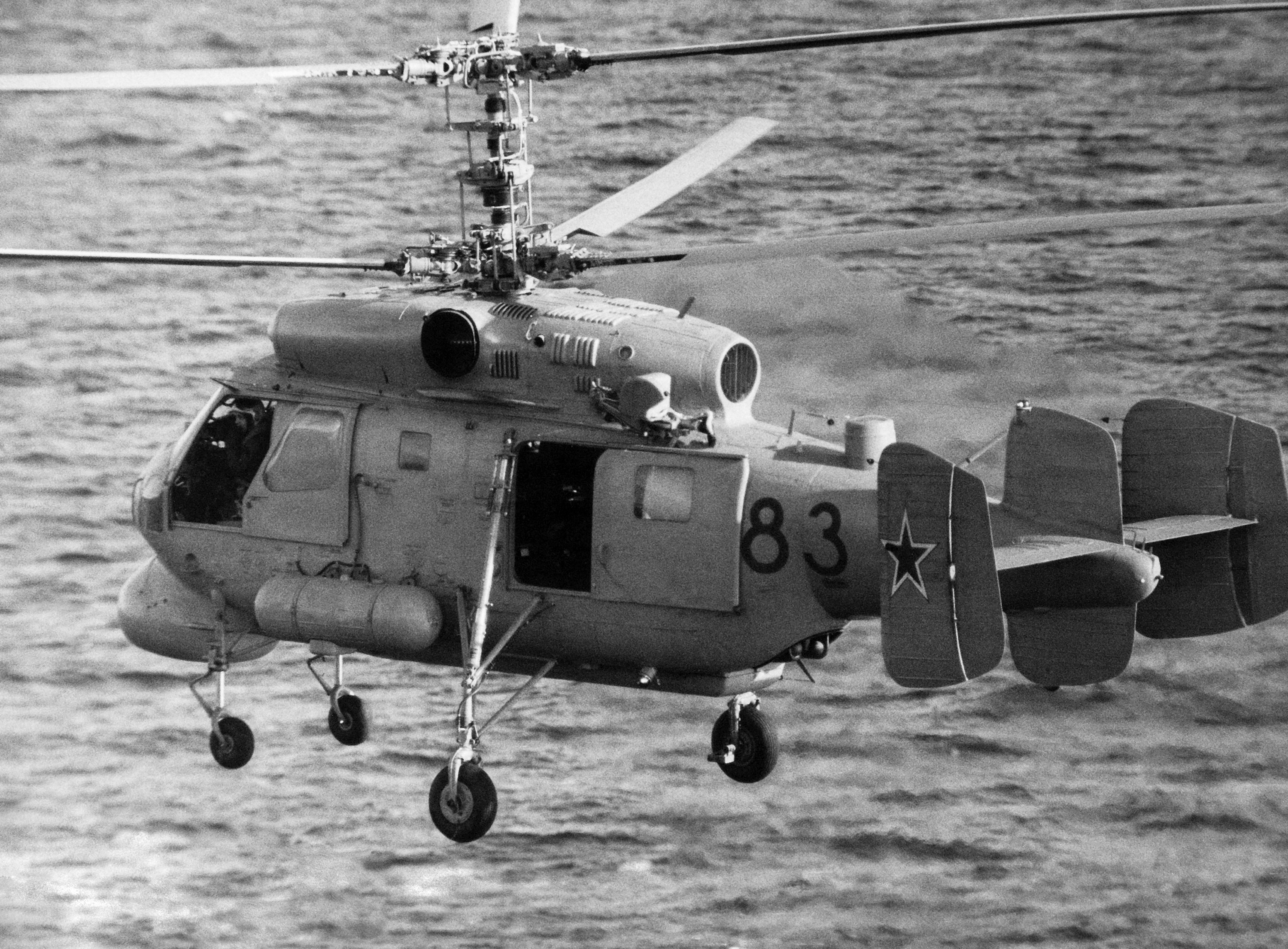
Een Kamov Ka-25 in actie

De Kamov Ka-25 (Russisch: Ка-25) (NAVO-codenaam: Hormone) is een Russische maritieme helikopter, ontworpen door Nikolai Iljitsj Kamov of V.A. Gloesjenkov.

## Ontwerp en ontwikkeling
De Ka-25 vloog voor het eerst in 1961. Hij werd geproduceerd door Kamov. Het ontwerp van de Ka-25 bevatte onder meer de kenmerkende co-axiale rotors van alle Kamov militaire helikopters. Westerse gelijken van de "A" variant waren onder meer de SH-2 Seasprite, de Westland Wasp en de Westland Lynx in de lichtgewicht anti-onderzeeër rol. Hij werd vervangen door de Kamov Ka-27 Helix voor deze rol. 

## Varianten
- Ka-25PL en Ka-25BSh (Hormone-A) varianten gebruikt in de anti-onderzeeër rol, uitgerust met radar, dipping sonar en bewapend met torpedo's en nucleaire of conventionele dieptebommen.
- Ka-25T (Hormone-B) varianten worden gebruikt voor raketsturing waarbij de Ka-25T het schip locked met zijn radar.
- Ka-25PS (Hormone-C) SAR versie
- Ka-25BShZ mijnenvegerversie
- Ka-25B (Hormone-A) Anti-onderzeeboot
- Ka-25F voorgestelde aanvalsversie
- Ka-25V civiele vliegende kraan, alleen een prototype
- Ka-25TL raketopsporende versie, ook bekend als Ka-25TI en Ka-25IV

## Gebruikers
- India
- Sovjet-Unie
- Syrië
- Oekraïne
- Vietnam
- Joegoslavië

## Specificaties
- Bemanning: 2
- Capaciteit: Tot 12 personen
- Lengte: 9,7 m
- Rotordiameter: 15,70 m
- Hoogte: 5,4 m
- Leeggewicht: 28.200 kg
- Motoren:
- Maximale snelheid: 220 km/h
- Bereik: 400 km